# Brachyunguis lycii
Brachyunguis lycii är en insektsart. Brachyunguis lycii ingår i släktet Brachyunguis och familjen långrörsbladlöss. Inga underarter finns listade i Catalogue of Life.